# Башкувка (метеорит)
Башкувка (пол. Baszkówka) — метеорит из класса хондритов, упавший 25 августа 1994 года в 4:00 на территории села Башкувка в 25 км к юго-западу от Варшавы. Единственный фрагмент метеорита выставлен в Геологическом музее Польского геологического института в Варшаве.
При падении метеорит создал воронку диаметром 2 м, и был обнаружен на глубине 25 см. Масса извлечённого образца составила 15,5 кг. На теле метеорита выделяются радиальные регмаглипты, а само оно имеет пористую структуру (до 20 % в объёмном выражении), что является нехарактерным для метеоритов подобного типа и объясняется формированием в приповерхностной части планетезимали.
Метеорит имеет подробное петрологическое изучение, помимо хондр в структуре выделяются кристаллы оливина, пироксена и плагиоклаза.